# Le Marchand, le Gentilhomme, le Pâtre et le Fils de roi
Le Marchand, le Gentilhomme, le Pâtre et le Fils de roi est la quinzième fable du livre X de Jean de La Fontaine situé dans le second recueil des Fables de La Fontaine, édité pour la première fois en 1678.

## Texte

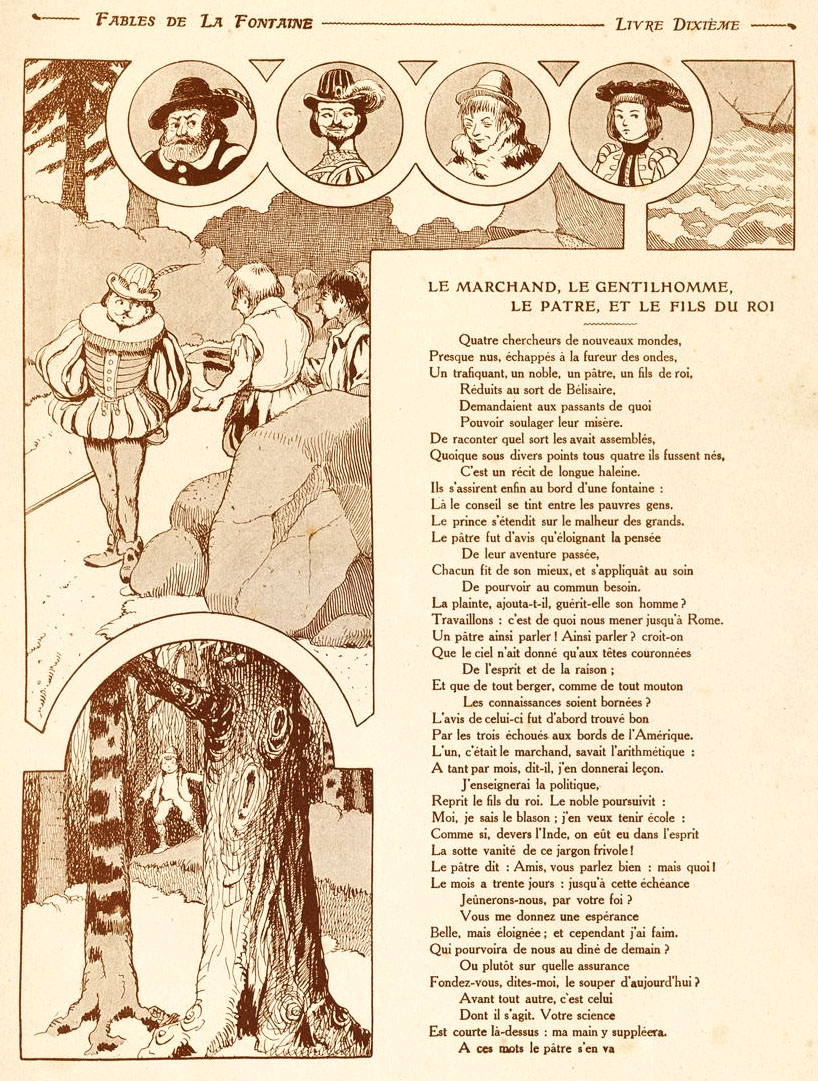
illustration de Benjamin Rabier

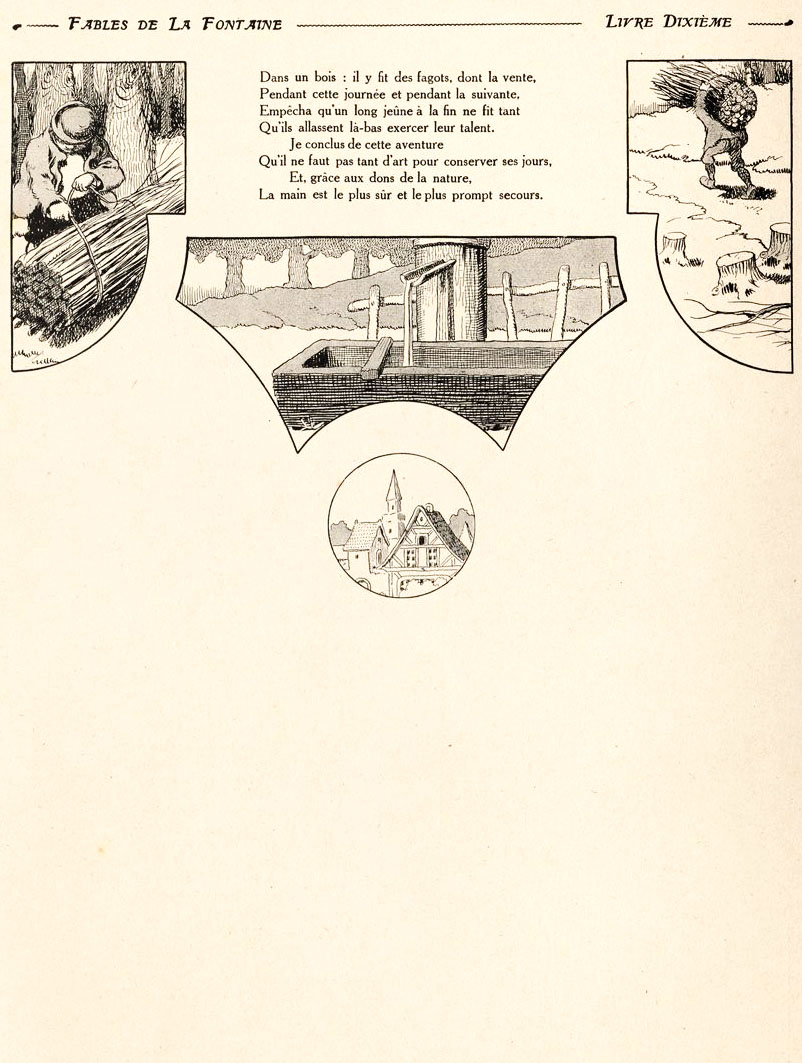
illustration de Benjamin Rabier

Quatre chercheurs de nouveaux mondes,

Presque nus échappés à la fureur des ondes,

Un Trafiquant, un Noble, un Pâtre, un Fils de Roi,

            Réduits au sort de Bélisaire,

            Demandaient aux passants de quoi

            Pouvoir soulager leur misère.

De raconter quel sort les avait assemblés,

Quoique sous divers points tous quatre ils fussent nés,

            C'est un récit de longue haleine.

Ils s'assirent enfin au bord d'une fontaine :

Là le conseil se tint entre les pauvres gens.

Le prince s'étendit sur le malheur des grands.

Le pâtre fut d'avis qu'éloignant la pensée

            De leur aventure passée,

Chacun fît de son mieux et s'appliquât au soin

De pourvoir au commun besoin.

La plainte, ajouta-t-il, guérit-elle son homme ?

Travaillons : c'est de quoi nous mener jusqu'à Rome. 

Un Pâtre ainsi parler ! Ainsi parler ; croit-on

Que le Ciel n'ait donné qu'aux têtes couronnées

            De l'esprit et de la raison ;

Et que de tout berger, comme de tout mouton,

Les connaissances soient bornées ?

L'avis de celui-ci fut d'abord trouvé bon

Par les trois échoués aux bords de l'Amérique.

L'un, c'était le marchand, savait l'arithmétique :

À tant par mois, dit-il, j'en donnerai leçon.

              J'enseignerai la politique, 

Reprit le Fils de Roi. Le Noble poursuivit :

Moi, je sais le blason ; j'en veux tenir école :

Comme si, devers l'Inde, on eût eu dans l'esprit

La sotte vanité de ce jargon frivole.

Le Pâtre dit : Amis, vous parlez bien ; mais quoi,

Le mois a trente jours ; jusqu'à cette échéance

            Jeûnerons-nous, par votre foi ?

            Vous me donnez une espérance

Belle, mais éloignée ; et cependant j'ai faim.

Qui pourvoira de nous au dîner de demain ?

            Ou plutôt sur quelle assurance

Fondez-vous, dites-moi, le souper d'aujourd'hui ?

            Avant tout autre, c'est celui

            Dont il s'agit : votre science

Est courte là-dessus ; ma main y suppléera.

            À ces mots, le Pâtre s'en va

Dans un bois : il y fit des fagots dont la vente,

Pendant cette journée et pendant la suivante,

Empêcha qu'un long jeûne à la fin ne fit tant

Qu'ils allassent là-bas exercer leur talent. 

            Je conclus de cette aventure

Qu'il ne faut pas tant d'art pour conserver ses jours

            Et grâce aux dons de la nature,

La main est le plus sûr et le plus prompt secours.
— Jean de La Fontaine, Fables de La Fontaine, Le Marchand, le Gentilhomme, le Pâtre et le Fils de roi, texte établi par Jean-Pierre Collinet, Fables, contes et nouvelles, Gallimard, « Bibliothèque de la Pléiade », 1991, p. 421